# Mėkla
Mėkla je řeka ve střední Litvě, levý přítok řeky Barupė. Teče v okresech Jonava, Kaunas a Kėdainiai. Pramení mezi vesnicemi Preišogalėlė a Gineikiai, 21 km severoseverovýchodně od krajského města Kaunas, 11 km na západ od okreního města Jonava. Teče klikatě zpočátku směrem celkově západním, postupně severozápadním, severním, severoseverovýchodním, po soutoku s potokem Vadavė se stáčí náhle do směru západního a u vsi Pamėkliai se vlévá do rybníka Labūnavos tvenkinys, kterým protéká řeka Barupė. Je to levý přítok řeky Barupė, místo soutoku je vzdáleno 8,8 km od jejího soutoku s řekou Nevėžis. Průměrný spád je 136 cm/km. Rychlost toku je 0,1 m/s.

## Přítoky
| Hydrologické pořadí | Levý /Pravý | Řeka                         | Délka (km) | Povodí (km²) | Vzdálenost od ústí (km) | Ústí kde   | Koordináty ústí                  |
| ------------------- | ----------- | ---------------------------- | ---------- | ------------ | ----------------------- | ---------- | -------------------------------- |
| 13010947            | L           | M - 3                        | 3,8        | 3,4          | 17,8                    | Karaliūnai | 55°6′40″ s. š., 24°0′14″ v. d.   |
| 13010948            | P           | Klampis                      | 7,6        | 14,5         | 13,4                    | Mėkla      | 55°8′2″ s. š., 23°58′38″ v. d.   |
| 13010951            | P           | Varnaližis neboli Varnalyžis | 5,3        | 6,4          | 11,5                    | Gelnai     | 55°8′59″ s. š., 23°59′16″ v. d.  |
| 13010952            | P           | Vadavė                       | 4,9        | 10,2         | 6,9                     | Žiogaičiai | 55°11′4″ s. š., 24°0′39″ v. d.   |
| 13010953            | L           | M - 1                        | 4,7        | 5,7          | 4,2                     | Puzaičiai  | 55°11′27″ s. š., 23°58′42″ v. d. |

## Obce při řece
Preišiogala, Puikoniai, Gelnai, Saviečiai, Pamėkliai